# Lilja Budžurova
Lilja Rustemivna Budžurova (in uzbeco Lilâ Rustem qızı Bucurova o Lilya Rustem kyzy Budzhurova, in ucraino Ліля Рустемівна Буджурова?; Angren, 1º novembre 1958) è una giornalista e poetessa ucraina, tatara di Crimea. È diventata giornalista onoraria dell'Ucraina nel 2005.
Nel 2015 ha perso il suo incarico presso il canale televisivo ATR a causa del mancato rinnovo della licenza giornalistica da parte del Roskomnadzor, come conseguenza delle trasmissioni filoucraine trasmesse dal canale.

## Biografia
È nata il 1º novembre 1958 nella città uzbeka di Angren. Nel 1979 si è laureata presso la Facoltà di Filologia dell'Istituto pedagogico statale regionale di Tashkent.  Dal 1979 al 1991 vi ha lavorato come insegnante di letteratura russa e straniera.

### Attività di giornalista
Nel 1989 ha pubblicato la sua prima raccolta di poesie The Unpurchased Ticket, poi la raccolta When We Will Return. Si è trasferita in Crimea nel 1991. Dal 1991 al 1997 ha lavorato come redattore capo del quotidiano tataro di Crimea Avlet (dove, secondo lei, è stata licenziata per aver criticato Mustafa Dzhemilev) e poi, sino al 2011, come caporedattore della compagnia televisiva e radiofonica statale Crimea (radio). Ha ospitato i programmi "Ana-Yurt", "Danger Zone" e "Chief Editor". 
Dal 2004 al 2014 ha anche lavorato come redattore capo del quotidiano "Pervaya Krymskaya", e dal 1992 al 2009 come corrispondente di STB. Dal 1992 in poi è stata corrispondente di Agence France-Presse. I suoi articoli sono stati pubblicati sul quotidiano Internet Ukrainska Pravda e dal 1997 è presidente dell'Associazione dei giornalisti liberi della Crimea.
Nel 2012 diventa vicedirettore generale per la politica dell'informazione dell'ATR (canale televisivo) e autrice della trasmissione politica e sociale "Gravitation".
Budzhurova ha ricevuto un ammonimento formale contro le sue "opinioni estremiste" da parte dei pubblici ministeri. Aveva protestato per i crescenti arresti di tatari di Crimea. Ha scritto su Facebook ad aprile: "Presto i tatari di Crimea saranno catturati nelle strade, sui mezzi pubblici e nei mercati. Siamo a meno di un passo dall'essere costretti a indossare una fascia gialla sulle maniche, per differenziarci".
Nel marzo 2015 ha messo in guardia contro la registrazione arbitraria obbligatoria dei media considerati "criminali" ai sensi di una legge russa che porta alla chiusura di molti media. L'ATR ha chiuso nell'aprile 2015 poiché non è riuscita a ottenere una licenza per le tarsmissioni da Roskomnadzor, come rappresaglia per le opinioni filo-ucraine trasmesse dal canale.
Budzhurova ha dovuto quindi lasciare il suo incarico di vicedirettore generale per la politica di informazione dell'ATR e ha iniziato a svolgere attività umanitarie. Dall'agosto 2015 è vicedirettore dello studio di produzione QaraDeniz production. È una delle organizzatrici dell'annuale concorso per talenti per bambini "Сanlı ses".  Nel 2016 è diventata una delle fondatrici del movimento pubblico "Bizim Balalar" (I nostri figli) per sostenere i figli dei prigionieri musulmani di Crimea.
Nel 2019 ha contribuito alla liberazione dell'arcivescovo di Simferopol e Crimea Klyment della Chiesa ortodossa dell'Ucraina.